# Geelong (piroscafo)
Il Geelong (più tardi HMAT A2 Geelong) fu un piroscafo britannico, in seguito convertito in nave trasporto truppe. Era una delle principali navi della Blue Anchor Line prima del suo fallimento. Affondò nel 1916 durante la prima guerra mondiale.

## Costruzione
La nave venne costruita tra il 1903 e il 1904 a Glasgow, nei cantieri navali dell'azienda Barclay Curle, dalla quale si riforniva regolarmente la società armatrice Blue Anchor Line. Il Geelong era una versione più grande di un altro piroscafo della compagnia, il Commonwealth, e finì per questo con l'ereditarne l'aspetto poco attraente e i problemi di stabilità dovuti al suo fumaiolo dalle dimensioni sproporzionate.
Adibita al trasporto passeggeri, inizialmente prevedeva posti per 90 passeggeri di prima classe e 450 di terza.

## Servizio

### Nave passeggeri
Il 27 maggio 1904 il Geelong compì il suo viaggio inaugurale partendo da Londra diretto in Australia, fermandosi anche a Città del Capo e Durban. Nonostante i problemi pregressi, il Geelong si dimostrò un piroscafo molto popolare, e fece la fortuna della Blue Anchor Line, che grazie al buon servizio della nave sulle rotte tra Regno Unito e Australia ampliò notevolmente il suo giro d'affari. Il Geelong rimase impiegato con la Blue Anchor Line tra il 1904 e il 1910, effettuando regolare servizio tra Europa e Oceania. Privilegiando infine le masse di emigranti rispetto ai ricchi passeggeri di prima classe, il Geelong venne presto modificato per ospitare solo 700 passeggeri di terza classe.
Sull'onda del successo del Geelong, la società armatrice commissionò una nuova nave sua gemella, il Waratah, varato nel 1908. Nell'estate 1909 tuttavia il Waratah scomparve senza lasciare traccia al largo delle coste del Sudafrica. Il Geelong, che allora faceva a sua volta scalo in Sudafrica, partecipò alle ricerche iniziali della nave gemella, ma senza risultati. La scomparsa del Waratah causò un enorme danno d'immagine alla Blue Anchor Line, che per evitare il fallimento nel 1910 liquidò l'intera sua flotta alla P&O, con cui il Geelong entrò poco dopo in servizio.

### Nave trasporto truppe
Fino al 1914 effettuò regolare collegamento per la P&O tra Europa e Australia. Nel 1914, allo scoppio della prima guerra mondiale, il Geelong si trovava ancorato in Australia e venne requisito dal governo australiano, che lo convertì in nave trasporto truppe. Essendo la seconda nave in assoluto ad essere stata requisita, ottenne la sigla HMAT A2.
In preparazione alla campagna di Gallipoli, il Geelong fu una delle principali navi che trasportò le truppe dell'ANZAC in Europa tra 1914 e 1915. Al termine dell'ultimo viaggio, il 1º gennaio 1916, mentre stava salpando dall'Egitto per far ritorno in Australia, venne speronata dalla nave cargo Bonvilston, riportando danni così gravi da affondare in poco tempo. Avendo appena scaricato le truppe che trasportava la nave era quasi vuota, e l'equipaggio poté essere evacuato agevolmente, senza perdita di vite umane.